# Église Notre-Dame-de-l'Assomption de Droyes
L'église Notre-Dame-de-l'Assomption est une église de style classique située à Droyes, en France.

## Patrimoine
L'église est classée monument historique en 1914.

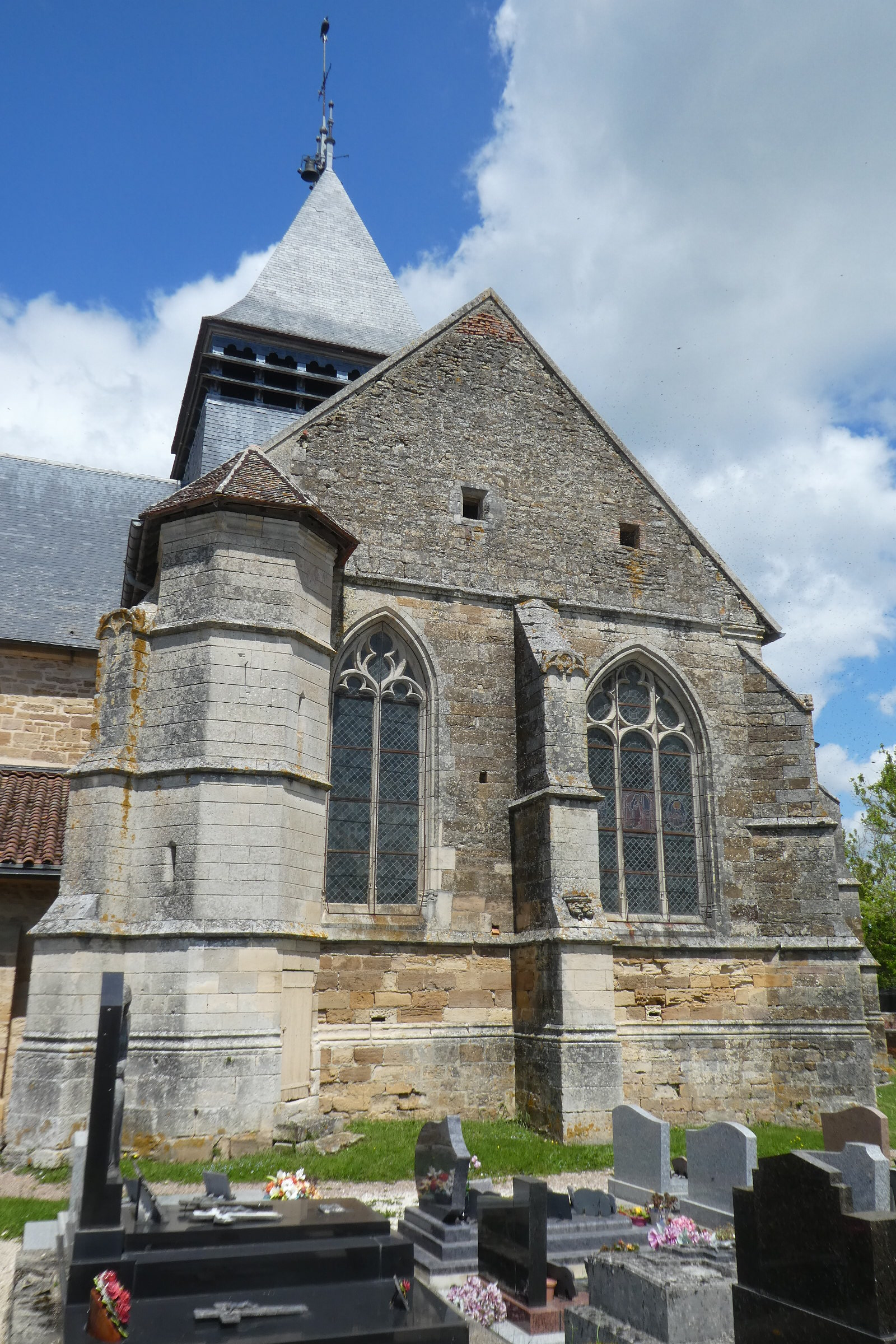
Transept
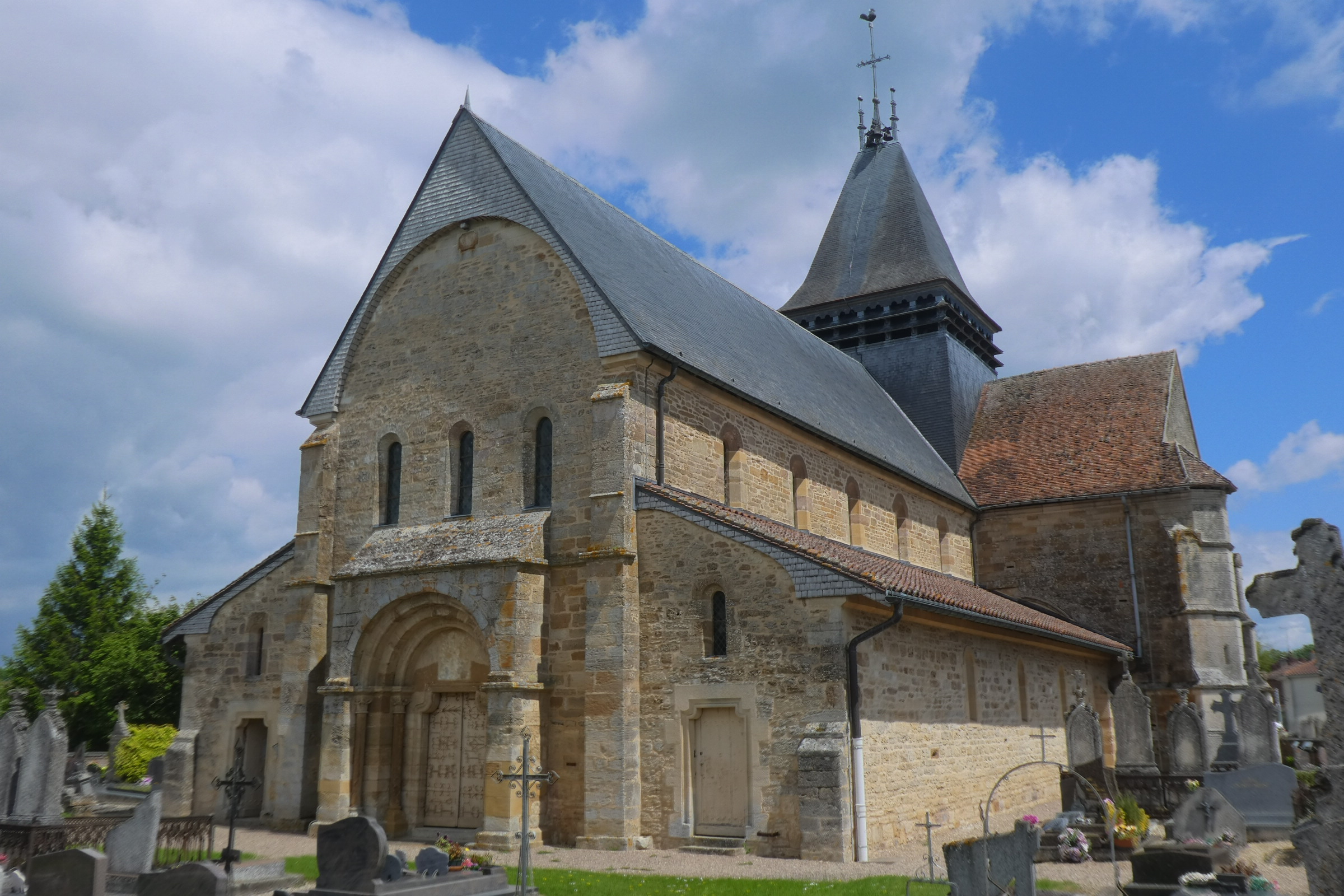
facade occidentale
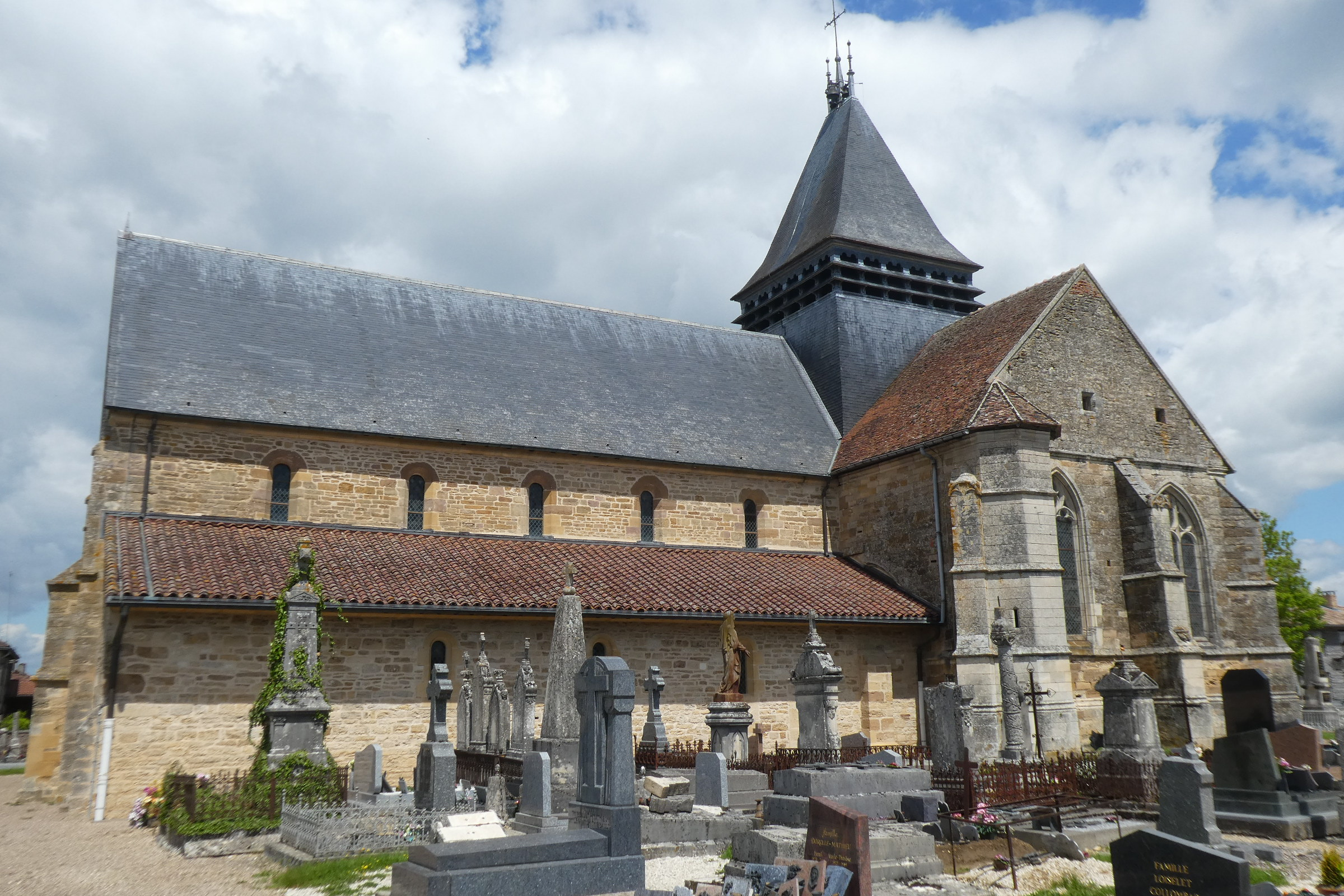
facade sud
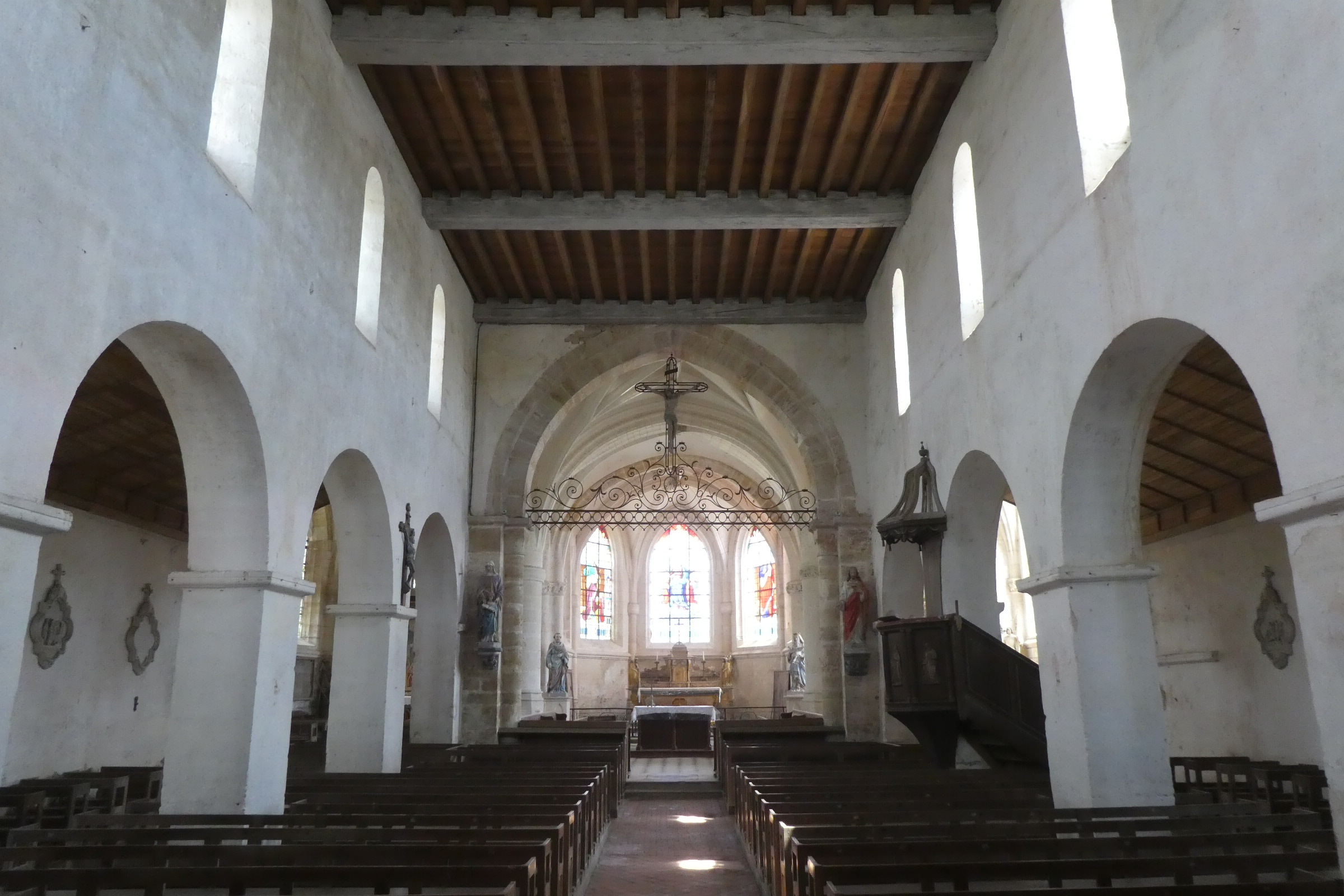
nef
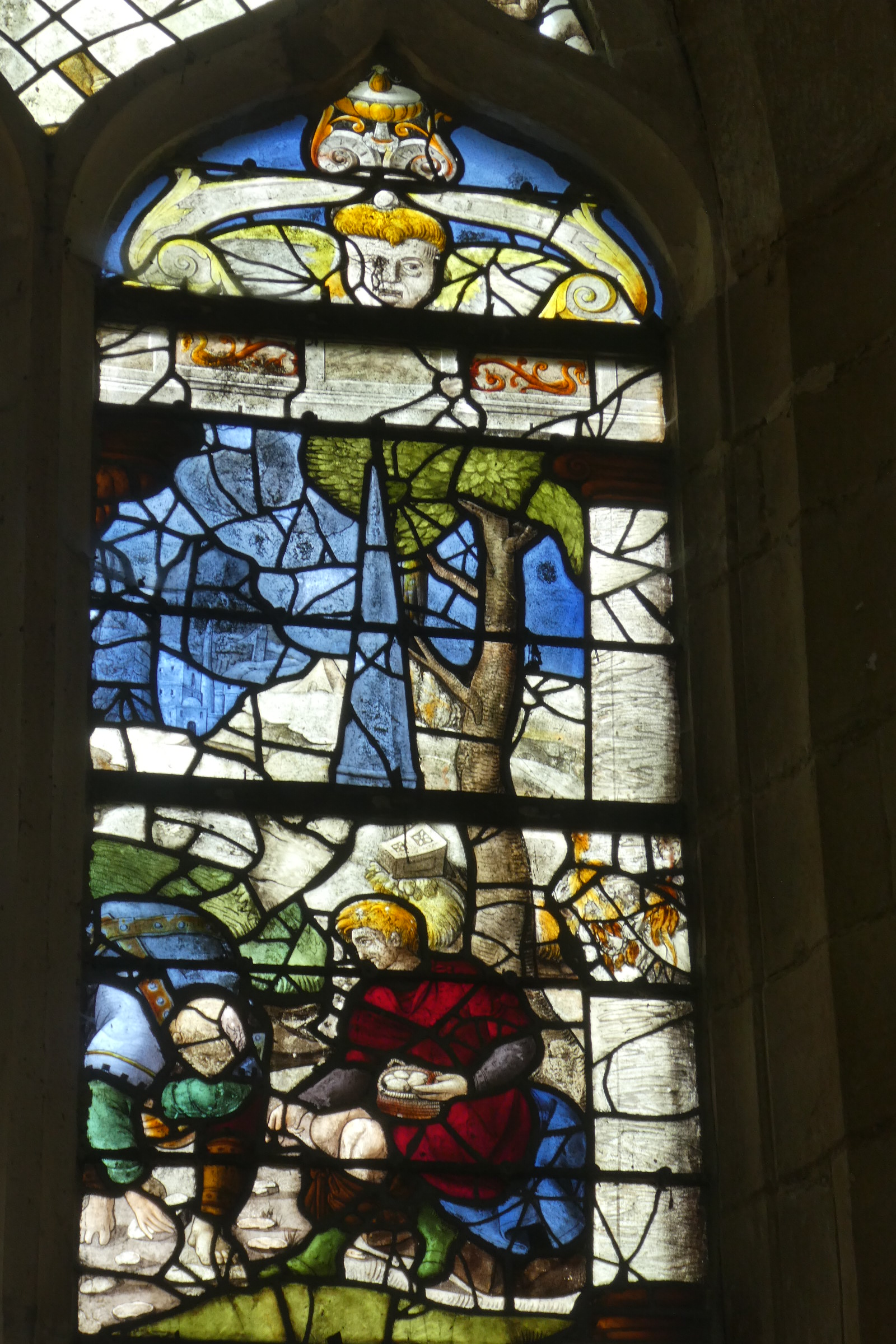
vitraux